# Муравейня (річка)
Муравейня, Муравельня  — річка в Україні, у межах Шосткинського району Сумської області. Права притока Свіси (басейн Дніпра).

## Опис
Довжина річки 13 км, похил річки — 3,6 м/км. Площа басейну 38,2 км². Бере початок на південний схід від с. Муравейня (неподалік від українсько-російського кордону). Тече переважно на південний захід. За 1,5 км від села Степанівка річка Муравейня зливається з річкою Смолянка і утворює річку Свіса.
На річці розташовані села: Муравейня (Глухівський район), Веселий Гай, Степанівка (Ямпільський район).